# Anolis maculigula
Anolis maculigula — вид ігуаноподібних ящірок родини анолісових (Dactyloidae). Ендемік Колумбії.

## Поширення і екологія
Anolis maculigula мешкають на західних схилах Західного та Центрального хребтів Колумбійських Анд та на північних схилах Центрального хребта. Вони живуть в галерейних лісах, на вкритих мохом валунах поблизу струмків, на висоті від 200 до 1200 м над рівнем моря. Ведуть деревний спосіб життя.